# مارواين (ألبرتا)
مارواين (بالإنجليزية: Marwayne)‏ هي قرية تقع في كندا في ألبرتا. يقدر عدد سكانها بـ 612 نسمة ومساحتها 1.68 كم2 وترتفع عن سطح البحر 600 متر.